# Молодые предприниматели Узбекистана
Боборахимов Александр Алишерович (род. 11 июня 1992, Душанбе, Таджикистан) — узбекский предприниматель, автоблогер, основатель и владелец автосалона Dubai Auto в Ташкенте. Активен в социальных сетях, публикует материалы на тему автомобилей, автосервиса и бизнеса. Обладает подтверждёнными аккаунтами в Instagram и YouTube, где имеет широкую аудиторию.

## Биография
Родился в Душанбе. В 1994 году вместе с семьёй был вынужден покинуть Таджикистан в связи с нестабильной ситуацией в стране и переехал в Узбекистан. Этот переезд стал началом его пути как переселенца. С ранних лет занимался различными видами деятельности: в возрасте 14 лет начал работать, размещая рекламные объявления, в 15 лет перепродавал мобильные телефоны, а в 16 лет трудился сварщиком. Получил образование в колледже геодезии и картографии. В 18 лет продал личный автомобиль и начал заниматься куплей-продажей машин на Сергели-рынке в Ташкенте. Помимо этого, самостоятельно выполнял ремонт, покраску и восстановление автомобилей. Таким образом, прошёл путь от переселенца до владельца собственного автосалона.

## Предпринимательская деятельность
В 2017 году открыл автосалон совместно с двумя партнёрами. В начале 2018 года запустил собственный бренд — Dubai Auto. Несмотря на серьёзные финансовые трудности на старте (потери составили около 200 000 долларов США), продолжил развитие бизнеса. Со временем салон стал одним из наиболее узнаваемых в столице Узбекистана.

## Медиаактивность и общественное признание
Александр ведёт активную медиа-деятельность. Его аккаунты:
- Instagram: подтверждённый аккаунт @dubaiavto_uzb с более чем 514 000 подписчиков;
- YouTube: подтверждённый канал @dubaiavto_uzb с более чем 210 000 подписчиков. В 2024 году получил серебряную кнопку YouTube за преодоление отметки в 100 000 подписчиков.

В том же году вышло интервью с Александром под названием «Dubai Avtosalon Egasi Bilan Eksklyuziv Intervyu», в котором он рассказал о своём пути и взглядах на автобизнес. Также о деятельности Dubai Auto сообщалось в материале новостного портала Repost.uz.

## Будущие проекты
Планирует открытие нового автосалона в Душанбе, а также детейлинг-центра в Ташкенте. Заявляет об интересе к запуску совместных проектов в сферах логистики, автотюнинга, маркетплейсов, финтеха и других автомобильных направлениях.

## Партнёрства
Открыт к сотрудничеству с партнёрами в Узбекистане и за его пределами. Готов обсуждать совместные проекты в автомобильной отрасли.